# Чернець (поема)
«Чернець» — поема Тараса Шевченка, написана в другій половині 1847 року в Орській фортеці.

## Сюжет
Пригадуючи читані до заслання збірки І. І. Срезневського «Запорожская старина», «Историю Малой России» Д. М. Бантиша-Каменського, «Историю Малороссии» М. А. Маркевича, а ще більше — народні пісні про Семена Палія, у поемі Шевченко малює образ одного з героїв визвольної боротьби кінця XVII—початку XVIII століть на Правобережній Україні, вкладаючи в нього, за словами М. Т. Рильського, «одну з найпалкіших своїх думок, одне з найпалкіших своїх почуттів». Хоч Шевченко і мав певні підстави, орієнтуючись на історичні праці своїх сучасників, припускати, що чернецтво Палія — історичний факт (насправді Семен Палій ченцем не був), для нього це насамперед художньо-композиційний прийом з метою покласти головний акцент на трагічному моменті в житті героя-патріота, який багато зробив для волі рідного краю, але не бачив і не міг бачити близької перспективи на волю.

## Датування
Датується за місцем автографа у «Малій книжці» серед творів 1847 роком та часом перебування Шевченка, з 22 червня 1847 до 11 травня 1848 років, в Орській фортеці, орієнтовно: кінець червня — грудень 1847 року, Орська фортеця.

## Автограф та написання
Первісний автограф не відомий. Повернувшись з Аральської описової експедиції до Оренбурга, Шевченко наприкінці 1849 року (не раніше 1 листопада) або на початку 1850 року (не пізніше дня арешту поета 23 квітня) переписав поему з невідомого ранішого автографа до «Малої книжки» (під № 12 до зшитка за 1846—1847 років). Спочатку поема була більшою на 36 рядків. Пізніше, найімовірніше 1857 року, наприкінці перебування на засланні в Новопетровському укріпленні, Шевченко перекреслив останні 36 рядків поеми і на початку дописав іншим почерком присвяту: «П. Кулішу».
5 червня 1857 року Шевченко, незадовго до виїзду з Новопетровського укріплення, переписав поему «Чернець» з «Малої книжки» і разом із щойно створеною тоді новою редакцією поеми «Москалева криниця» та віршем «Садок вишневий коло хати...», також переписаним з «Малої книжки», послав Я. Г. Кухаренкові. «Я умисне, — писав він того ж дня у листі до Я. Г. Кухаренка, — приписав „Ченця“ і „Вечір“ (“Садок вишневий коло хати...“), щоб порівняв його з „Криницею“, бо „Криниця“, бач, сьоголітня, а „Чернець“ і „Вечір“ богзна-колишні. Чи помолодшав я через 10 літ неволі, чи постарішав серцем, скажи мені, мій брате рідний». 21 лютого 1858 року Я. Г. Кухаренко відповідав поетові: «Письмо до тебе на ім'я Єленєва (наглядача шпиталю в Астрахані X. М. Єленєва.) за „Москаля“ (йдеться про «Москалеву криницю»), „Ченця“ і „Майский вечер“ я писав, дивуюсь, що ти не получив його... Ти, брате Тарасе Григоровичу, тепер в Пітері позбиравши таке, як „Москалева криниця“, „Чернець“, „Майський вечер“ і проче що, та й тиснув би в друкарні, нехай ідуть на світ Божий, а якщо сам не схочеш хлопоту, то чи не візьметься пан Куліш, він, видно, парняга добрий, я його „Записки українські“ (йдеться про „Записки о Южной Руси“) маю й читаю — не начитаюсь».
Автографи поем «Чернець», «Москалева криниця» та вірша «Садок вишневий коло хати...» тепер не відомі. 1900 року О. Я. Кониський повідомляв про них: «...Я вдався до О. Я. Кухаренка, просячи у його точних списків з листів Шевченка до покійного батька його, Кухаренка, до Яківа Герасимовича. Вп. О. Кухаренко замість списків переслав до мене оригінали: з них показалося, що Шевченко при листі 5/17 червня р. 1857 переслав до Кухаренка свої поеми „Москалева криниця“ і „Чернець“ і вірші „Вечір“ (так передається назва „Майський вечір“). Порівнявши отсі твори з друкованими, я спостеріг значні відміни...». У переважній більшості наведені далі відміни засвідчують, що Шевченко не копіював «Малу книжку», а в деяких випадках створював нові варіанти, як, наприклад, у рядках 15 («А шовками застилає» замість «А єдвабном застилає»), 51 («Достанеться й передам» замість «Останеться й передам»).
Під час короткочасної зупинки Шевченка в Астрахані по дорозі з заслання 18 серпня 1857 року С. А. Незабитовський переписав собі в зошит поему «Чернець» і поезію «А. О. Козачковському» з «Малої книжки», а Шевченко переписав йому у цей же зошит вірш «Ще як були ми козаками...».
У березні 1858 року у Москві не раніше 14 (цим числом датовано попередню поему «Іржавець») і не пізніше 15 березня (цим числом датовано поезію «Ой стрічечка до стрічечки...», яка разом з поезіями «Один у другого питаєм...» та «Самому чудно. А де ж дітись?..» йде після поеми «Чернець»), Шевченко переписав поему «Чернець» з «Малої книжки» до «Більшої книжки», значно переробивши її. Присвяту П. О. Кулішу знято.
Список М. П. Федорова (ймовірно, з «Більшої книжки») постав у зв'язку з необхідністю одержати дозвіл цензури на читання поеми «Чернець» у пасажі на літературному вечорі. Це один із тих списків, які згадано в записці секретаря Літературного фонду М. П. Федорова до Шевченка від 8 жовтня 1860 року: «Посылаю Вам переписанные стихотворения Ваши. Продержите корректуру и, если найдете кое-что неверное — отметьте. Завтра же я зайду за ними и снова перепишу». На рукопису — дозвіл цензора В. М. Бекетова прочитати «в публичном чтении в пользу Общества для пособия нуждающимся литераторам и ученым». Назву «Чернець» у списку закреслено і написано «Семен Палій (Малороссийское предание)».

## Видання
Першодрук у журналі «Основа» здійснено за «Більшою книжкою», але з присвятою П. О. Кулішеві й з відмінами у рядках 15, 46, 51, 92 і 119. У першодруку поему датовано: «1848, Орська кріпость».
В Інституті російської літератури (Пушкінський дім) РАН зберігається список невідомою рукою з датою «1857 року», одержаний від нащадків родини О. М. Островського.
Списки у рукописному «Кобзарі» 1865 року, переписаному Д. Демченком, у рукописному «Кобзарі» 1866 року, у рукописній збірці «Сочинения Т. Г. Шевченка» 1862 року, у списку невідомою рукою походять від першодруку. У складальному примірнику «Кобзаря» 1867 року, що пізніше належав І. І. Данилевичу, наводяться рядки 120—155, закреслені у «Малій книжці». Вони супроводжуються приміткою: «Конец поэмы «Чернец», написанной Шевченком в 1847 р. в Орской крепости. Записан мной, Йваном Ивановичем Данилевичем, в г. Миргороде Полтавской губернии из рукописи, списанной Сергеем Климовичем Пасишниченко у наследников одного из друзей покойного поэта. Записан в 1911 году».
Вперше поему введено до збірки творів у виданні: «Кобзарь Тараса Шевченка / Коштом Д. Е. Кожанчикова» 1867 року.